# میدون

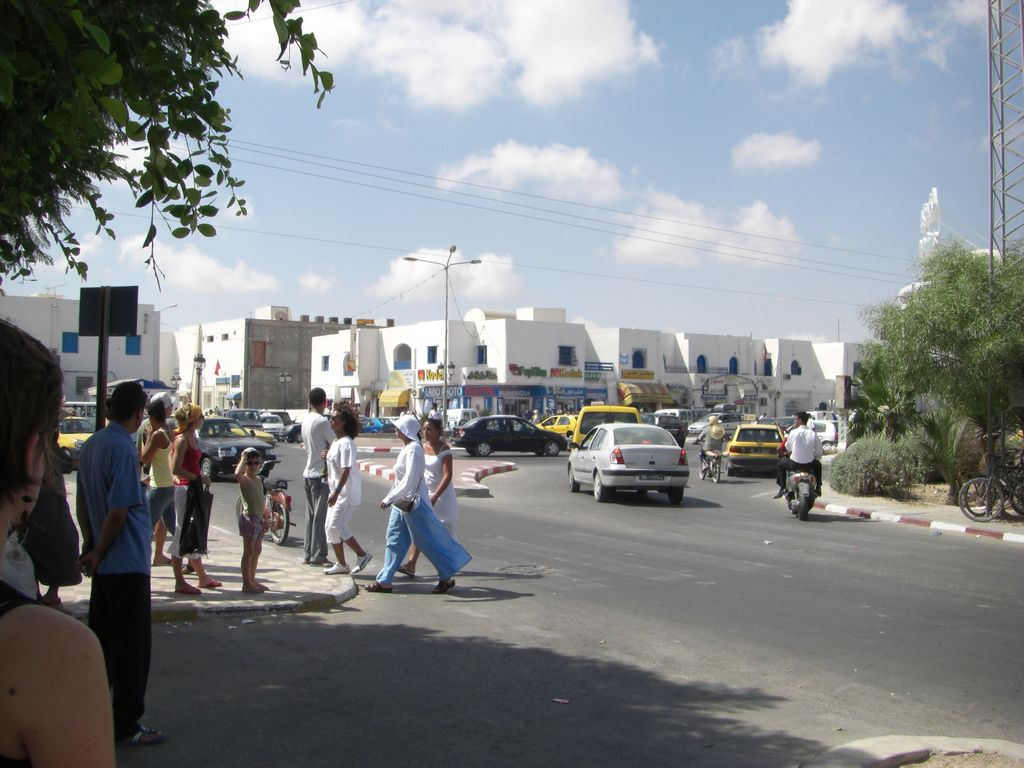
شهر میدون (جربة میدون) ، تونس

میدون (به عربی: جربة میدون) شهری در استان مدنین کشور تونس است که جمعیت آن در سرشماری سال ۲۰۰۴ میلادی ۵۰٫۴۵۹ نفر بوده‌است.